# Sisymbrium officinale
Sisymbrium officinale, conhecida vulgarmente como erva-dos-cantores, rinchão ou eríssimo, é uma espécie de planta com flor pertencente à família Brassicaceae. 
A autoridade científica da espécie é (L.) Scop., tendo sido publicada em Flora Carniolica, Editio Secunda 2: 26. 1772.
Outros nomes comuns são eríssimo-das-boticas, erva-rinchão e saramago-rinchão.

## Portugal
Trata-se de uma espécie presente no território português, nomeadamente em Portugal Continental, no Arquipélago dos Açores e no Arquipélago da Madeira.
Em termos de naturalidade é nativa de Portugal Continental e Arquipélago da Madeira e introduzida no arquipélago dos Açores.

## Protecção
Não se encontra protegida por legislação portuguesa ou da Comunidade Europeia.